# Dieguinho
Dieguinho, właśc. Diego Evangelista dos Santos (ur. 29 września 1989 w Caarapó) – brazylijski piłkarz, występujący na pozycji lewego obrońcy.

## Kariera klubowa
Dieguinho rozpoczął piłkarską karierę w Pauliście Jundiaí. Dobra dyspozycja zawodnika zaowocowała transferem do pierwszoligowego Fluminense FC, w którym zadebiutował w dniu 20 czerwca 2009 w przegranym 2-3 meczu z Avaí FC. W sezonie 2009 z klubem z Rio de Janeiro Dieguinho dotarł do finału Copa Sudamericana 2009, w którym Fluminense uległo ekwadorskiemu LDU Quito.
W sezonie 2010 stracił miejsce podstawowym składzie Fluminense i dlatego został wypożyczony do drugoligowego Brasiliense Brasília, z którym spadł do trzeciej ligi. Z racji rozegrania jednego meczu w lidze we Fluminense Dieguinho został mistrzem Brazylii 2010.
Od stycznia 2011 Dieguinho jest wypożyczony do pierwszoligowego Atlético Goianiense.